# Maurice Bernart
Ne doit pas être confondu avec Maurice Bernard.
Pour les articles homonymes, voir Bernart.
Maurice Bernart, né le  5 septembre 1932 à Lille et mort le 12 février 2025 à Paris, est un producteur français de cinéma indépendant.

## Biographie
Maurice Bernart a commencé à se consacrer à la production cinématographique à partir des années 1970. D'esprit aventureux, il a aimé découvrir, donner leur chance à des premiers films, et à des réalisateurs étrangers, du théâtre ou de la B.D. Il a notamment produit ou coproduit des films d'Alain Corneau, Claude Miller, Marco Ferreri, Alain Cavalier, Jean-Pierre Mocky, Benoît Jacquot, André Téchiné, Manuel Poirier, Enki Bilal, Laetitia Masson. Il a lui-même écrit et réalisé deux moyens-métrages, Mort de Raymond Roussel (1975) et Aller sans retour (1979). Il apparaît également comme acteur ou figurant dans des longs-métrages dont certains qu'il a lui-même produits ou coproduits.
Il est l'un des membres fondateurs de l'Union des producteurs de films (UPF), président du jury du Festival « Émergence » en 2000, membre du jury du Festival américain de Deauville en 1998, membre du jury du Festival du film britannique de Dinard en 1999 et membre du jury du Festival Biarritz Amérique latine en 2007.
Il est marié avec l'écrivaine Florence Delay, membre de l'Académie française.
Durant la Seconde Guerre mondiale, sa famille d'origine juive, fut cachée à Montauban dans la villa des parents de Philippe Labro.
Maurice Bernart meurt à Paris le 12 février 2025 à l'âge de 92 ans,.

## Décoration
- Officier de l'ordre national du Mérite[4]

## Distinction
- Médaille Beaumarchais de la SACD en 2012

## Filmographie

### Producteur ou coproducteur
- 1973 : France société anonyme, d'Alain Corneau
- 1977 : Dites-lui que je l'aime, de Claude Miller
- 1978 : Rêve de singe, de Marco Ferreri[5]
- 1978 : Écoute voir, de Hugo Santiago
- 1979 : Série noire, d'Alain Corneau[6]
- 1980 : Le Voyage en douce, de Michel Deville
- 1980 : Téléphone public, de Jean-Marie Périer, documentaire
- 1981 : Les Ailes de la colombe, de Benoît Jacquot
- 1985 : Les Nanas, d'Annick Lanoë
- 1985 : I Love You, de Marco Ferreri[6]
- 1985 : Yiddish Connection, de Paul Boujenah
- 1986 : Thérèse, d'Alain Cavalier[7]
- 1987 : Les Saisons du plaisir, de Jean-Pierre Mocky
- 1987 : Agent trouble, de Jean-Pierre Mocky
- 1989 : Bunker Palace Hôtel, d'Enki Bilal
- 1989 : Un été d'orages, de Charlotte Brandström
- 1989 : Nocturne indien, d'Alain Corneau
- 1990 : Alberto Express, d'Arthur Joffé
- 1990 : La Putain du roi d'Axel Corti[6]
- 1991 : J'embrasse pas, d'André Téchiné[8]
- 1993 : Mechty idiota, de Vasili Pichul
- 1993 : Tout le monde n'a pas eu la chance d'avoir des parents communistes, de Jean-Jacques Zilbermann
- 1994 : L'Irrésolu, de Jean-Pierre Ronssin
- 1995 : … à la campagne de Manuel Poirier
- 1996 : C'est jamais loin d'Alain Centonze
- 1996 : Tykho Moon d'Enki Bilal
- 1996 : ' Nitrate d'argent, de Marco Ferreri
- 1997 : Western, de Manuel Poirier[9]
- 1998 : Ça n'empêche pas les sentiments, de Jean-Pierre Jackson
- 1999 : C'est quoi la vie ?, de François Dupeyron
- 2000 : Stand-by, de Roch Stéphanik
- 2000 : Te quiero, de Manuel Poirier
- 2001 : Qui cherche trouve, de Jérôme Soubeyrand
- 2001: Du côté des filles, de Françoise Decaux-Thomelet
- 2001 : Les Femmes... ou les enfants d'abord..., de Manuel Poirier
- 2002 : Les Amateurs, de Martin Valente
- 2003 : Les Marins perdus, de Claire Devers
- 2003 : Mister V., d'Émilie Deleuze
- 2004 : Pourquoi (pas) le Brésil de Laetitia Masson
- 2005 : Zaïna, cavalière de l'Atlas, de Bourlem Guerdjou
- 2008 : Coupable, de Laetitia Masson

### Scénariste et réalisateur
- 1975 : Mort de Raymond Roussel (court métrage)
- 1979 : Aller sans retour (court métrage)

### Acteur / figurant
- 1955 : Les Fruits de l'été de Raymond Bernard : un steward
- 1977 : La Tortue sur le dos de Luc Béraud.
- 1980 : Premier Voyage de Nadine Trintignant : le yachtman
- 1989 : Pentimento de Tonie Marshall : Père Lucie
- 1990 : Lacenaire de Francis Girod : Lambolley
- 1992 : La Fille de l'air de Maroun Bagdadi : surintendant
- 1998 : Terminale de Francis Girod
- 2000 : Scènes de crimes de Frédéric Schoendoerffer : garde forestier
- 2002 : Adolphe de Benoît Jacquot : le monsieur
- 2004 : Ne quittez pas !, d'Arthur Joffé : le rabbin
- 2008 : Coupable de Laetitia Masson
- 2009 : Villa Amalia de Benoît Jacquot : l'imprésario
- 2014 : Le Feu sacré d'Arthur Joffé
- 2022 : L'Amitié, d'Alain Cavalier : lui-même